# اسباب‌بازی (فیلم ۱۹۷۰)
اسباب‌بازی (به هندی: Khilona) فیلمی محصول سال ۱۹۷۰ و به کارگردانی چاندر ووهرا است. در این فیلم بازیگرانی همچون سانجیو کومار، ممتاز، شاتورگان سینها، جیتندرا ایفای نقش کرده‌اند.